# Ecfanto di Siracusa
(Ippolito di Roma)
Ecfanto di Siracusa o di Crotone (in greco antico: Ἔκφαντος?; Siracusa, IV secolo a.C. – ...) è stato un filosofo siceliota della scuola pitagorica.

## Biografia
Vissuto intorno al IV secolo a.C., fu discepolo del concittadino pitagorico Iceta di Siracusa, ma si rifece anche alle teorie di Democrito e Anassagora. Ecfanto fu tra i primi a riconoscere la rotazione della terra intorno al suo asse da occidente verso oriente. L'Universo di Ecfanto è costituito dall'unione di corpi invisibili separati dal vuoto, degli atomi o corpuscoli che hanno forma, grandezza e potenza e il loro movimento è dovuto ad una forza derivata dalla mente e dall'anima.
Sotto il suo nome ci sono giunti quattro ampi frammenti conservatici da Giovanni Stobeo da uno scritto Sulla regalità.

## Influenza
La visione di Ecfanto influenzerà parecchio il pensiero di Giordano Bruno.